# آرثر أوسبورن
آرثر أوسبورن (بالإنجليزية: Arthur Osborne)‏ هو سياسي نيوزلندي، ولد في 14 مارس 1891، وتوفي في 15 نوفمبر 1953. حزبياً، نشط في حزب العمال النيوزيلندي. وقد انتخب عضو مجلس النواب النيوزيلندي.